# Peter Freitag (Jurist)
Peter Freitag (* 6. Oktober 1945 in Berlin) ist ein deutscher Jurist und ehemaliger Richter am Bundesarbeitsgericht. Von Januar 1998 bis Ende Oktober 2009 leitete er als vorsitzender Richter den 10. Senat des Bundesarbeitsgerichtes in Erfurt.

## Leben
Nach dem Studium der Rechtswissenschaft, dem Referendariat und der Promotion 1972 an der Universität Regensburg begann er seine richterliche Laufbahn in der Arbeitsgerichtsbarkeit im Juli 1973 als Richter am Arbeitsgericht Berlin. Von diesem Posten wurde er für zwei Jahre an das Bundesarbeitsgericht als wissenschaftlicher Mitarbeiter abgeordnet. Ende 1984 wurde Peter Freitag Vorsitzender Richter am Landesarbeitsgericht Berlin und 1986 als Bundesrichter an das Bundesarbeitsgericht berufen. Er gehörte am Bundesarbeitsgericht zunächst dem 4., dann dem 10., dann dem 6. und schließlich als Vorsitzender ab Anfang 1998 wieder dem 10. Senat des Bundesgerichtes an. Mit Ablauf des Oktobers 2009 trat Freitag in den Ruhestand ein.